# 戴尼斯·兹维兹迪奇
戴尼斯·兹维兹迪奇（1969年6月9日—），波斯尼亞和黑塞哥維那政治人物，民主行動黨黨員，2015年-2019年担任波斯尼亚和黑塞哥维那部长会议主席。